# Cupanoscelis serrana
Cupanoscelis serrana là một loài bọ cánh cứng trong họ Cerambycidae.